# Armando Sá
Armando Miguel Correia Sá (ur. 16 września 1975) – piłkarz mozambicki, grający na pozycji obrońcy.

## Kariera
Sá rozpoczynał karierę CF Os Belenenses, jednak nie zdołał przebić się do pierwszego składu i po 2 latach gry w rezerwach i zespołach juniorskich postanowił odejść i kontynuować karierę w klubach z niższej klasy rozgrywkowej. Grał kolejno w trzeciej i drugiej lidze portugalskiej, aż w 1998 jego talent zauważyli scoutowie Rio Ave FC. Przez trzy lata gry w Rio Ave spisywał się tak dobrze, że trafił do czołowego portugalskiego klubu – SC Braga, gdzie wyrósł na jednego z najlepszych obrońców Primeira Liga.
Dobra forma jaką błyszczał w rundzie jesiennej sezonu 2000/2001 została dostrzeżona przez Benficę Lizbona. Po 2 latach, mimo że był ostoją obrony zdecydował się na przenosiny do Hiszpanii, a konkretnie, do Villarreal CF. W sezonie 2004/05 rozegrał 20 spotkań i walnie przyczynił się do zajęcia przez Villarreal CF trzeciej lokaty w Primera División, mimo to po zakończeniu sezonu odszedł do Espanyolu Barcelona. W Espanyolu spisywał się tak słabo, że został wypożyczony do Leeds United. W barwach nowego zespołu zadebiutował, wchodząc z ławki rezerwowych w meczu przeciwko West Bromwich Albion w meczu Pucharu Anglii. W Championship również sobie nie poradził sobie głównie ze względu na to, iż nie grał na swojej nominalnej pozycji – środku obrony, lecz jako pomocnik.
W lipcu 2007 roku zdecydował się na transfer do Fuladu Ahwaz, a następnie do Sepahanu Isfahan, gdzie w 2010 roku zakończył karierę.
| Sezon   | Klub            | Kraj       | Rozgrywki        | Mecze | Bramki |
| ------- | --------------- | ---------- | ---------------- | ----- | ------ |
| 2001/02 | SL Benfica      | Portugalia | Primeira Liga    | 14    | 0      |
| 2002/03 | SL Benfica      | Portugalia | Primeira Liga    | 25    | 1      |
| 2003/04 | SL Benfica      | Portugalia | Primeira Liga    | 19    | 0      |
| 2004/05 | Villarreal CF   | Hiszpania  | Primera División | 20    | 0      |
| 2005/06 | RCD Espanyol    | Hiszpania  | Primera División | 20    | 1      |
| 2006/07 | RCD Espanyol    | Hiszpania  | Primera División | 0     | 0      |
| 2006/07 | Leeds United    | Anglia     | Championship     | 11    | 0      |
| 2007/08 | Fulad Ahwaz     | Iran       | Iran Pro League  | 16    | 0      |
| 2008/09 | Sepahan Isfahan | Iran       | Iran Pro League  | 23    | 1      |
| 2009/10 | Sepahan Isfahan | Iran       | Iran Pro League  | 12    | 0      |